# Mihara
Mihara (japanska: 三原市   ?, Mihara-shi) är en stad i Hiroshima prefektur i Japan. Staden fick stadsrättigheter 1936.

## Kommunikationer
Mihara har en station på Sanyō Shinkansen-linjen som ger förbindelse med höghastighetståg till Hakata (Fukuoka) och Shin-Osaka (Osaka).